# Neoseiulus salicicola
Neoseiulus salicicola är en spindeldjursart som först beskrevs av Bozai 1997.  Neoseiulus salicicola ingår i släktet Neoseiulus och familjen Phytoseiidae. Inga underarter finns listade i Catalogue of Life.